# Академија Фиренце
43° 46′ 38″ С; 11° 15′ 34″ И / 43.777199° С; 11.259339° И
Академија Фиренце, или Академија лијепих умјетности Фиренце (итал. Accademia di Belle Arti di Firenze) је јавна академија ликовних умјетности, смјештена у бившој болници св. Матеја (итал. Ospedale di San Matteo) у улици Риказоли (итал. Via Ricasoli) / тргу св. Марка (итал. Piazza San Marco) у Фиренци. Значај ове културне институције је у њеном поријеклу и личностима које су јој током вијекова припадале.
Садашња Академија лијепих умјетности у Фиренци настала је 1784. године реформом Академијe и друштвa за умjетност цртања коју је наредио Леополд II са циљем да се развије модерна наставна умјетничка установа која би могла  да задовољи нове захтјеве примјењених умјетности. Академија умјетности цртања (Фиренца), ће се поново појавити вијек касније као престижно удружење афирмисаних умјетника, док је Академија лијепих умјетности наслиједила све њене наставне функције.